# C. B. Waite
Charles Betts (C. B.) Waite fue un fotógrafo estadounidense que trabajo en México a principios del siglo XX. El firmaba su trabajo como C. B. Waite, y su nombre completo se confundía frecuentemente con Charles Burlingame Waite.

## Reseña biográfica
Nacido el 19 de diciembre de 1861 en Ohio[3][a] hijo de William y Ann (nacida Dawson) Waite.[6][7][b] El hermano de Waite, Frank Dawson Waite, fue un editor del periódico "San Diego Sun" de 1887 a 1910.[4][8][9] Charles Betts Waite se trasladó a California en junio de 1881, donde estuvo trabajando con el fotógrafo Henry Ellis Coonley en la región de San Diego.[10][11] En los 1890s, las fotografías del sur de California de Waite aparecieron en la revista "Land of Sunshine" (Tierra del Sol), y fue contratado por las compañías de ferrocarriles para proveer vistas de Arizona y de Nuevo México.[12] Para 1885, Waite contrajo matrimonio; ese año, su esposa dio a luz a una hija.[4]
Trabajo en Los Ángeles como fotógrafo para Burdick y Cía. en sus tardíos veinte.[5] Waite era propietario de su propio estudio, habiendo ganado reputación por su trabajo y como fotógrafo de paisajes. Cuando tenía 35, alrededor de 1896, casó con [5] Alice M. Cooley, quién nació en Misuri.[4]
Viajó a la Ciudad de México y en mayo de 1897 estableció un estudio fotográfico allí,[3][5] durante el gobierno de Porfirio Díaz. El llegó a formar parte de la sociedad Porfiriana, tomando fotografías de muchos en el círculo del gobernante. El estuvo entre el grupo de fotógrafos expatriados (tales como Winfield Scott y su compañero de San Diego Ralph Carmichael y Percy S. Cox) trabajando en México en la primera década del siglo XX. Waite viajó a través de México, explorando los sitios arqueológicos y la campiña.[1]
"La vida de Waite corresponde a la de los aventureros, valerosos exploradores con espíritus románticos y perspectivas materialistas, que recorrieron el mundo desconocido, descubriendo sus riquezas e inventando paraísos."
— Francisco Montellano, autor de C. B. Waite, fotógrafo[1]
Sus trabajos fueron publicados en libros, revistas de viajes, y en postales, habiendo sido contratado por la "Sonora News Company".[5] el también trabajo para diversos periódicos Mexicanos, y documento expediciones científicas en México.[se requiere cita] Las imágenes frecuentemente incluyen escenas Mexicanas y a los nativos del país.[5] Muchas de las fotografías de Waite representan ferrocarriles, parques, sitios arqueológicos y empresas.
Tal vez anticipando el desarrollo de las líneas del ferrocarril del Océano Pacífico al Golfo de México, uniendo Salina Cruz y Coatzacoalcos (Puerto México), compró cerca de 7,000 hectáreas de tierra en Veracruz. El tema de muchas de sus obras, perdió la propiedad durante la Revolución Mexicana. [13]
Waite retuvo su ciudadanía estadounidense, viajando a los Estados Unidos regularmente desde 1897 hasta 1918. [3] Alice Cooley Waite murió en la Ciudad de México en junio de 1923. [14] Más tarde ese año, Waite regresó a Los Ángeles, [5] donde murió el 22 de marzo de 1927. [15]

## Galería

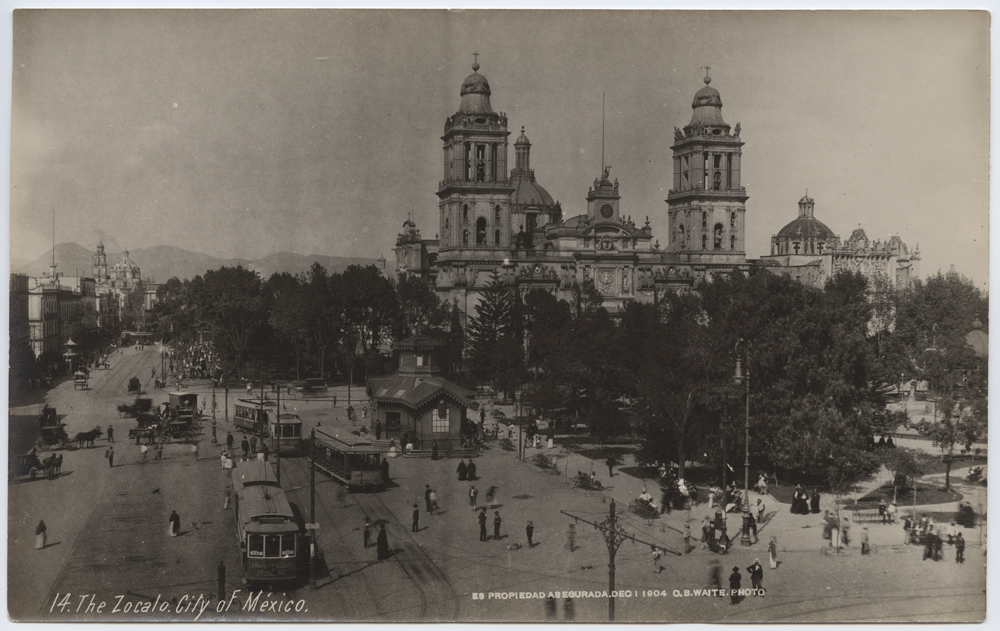
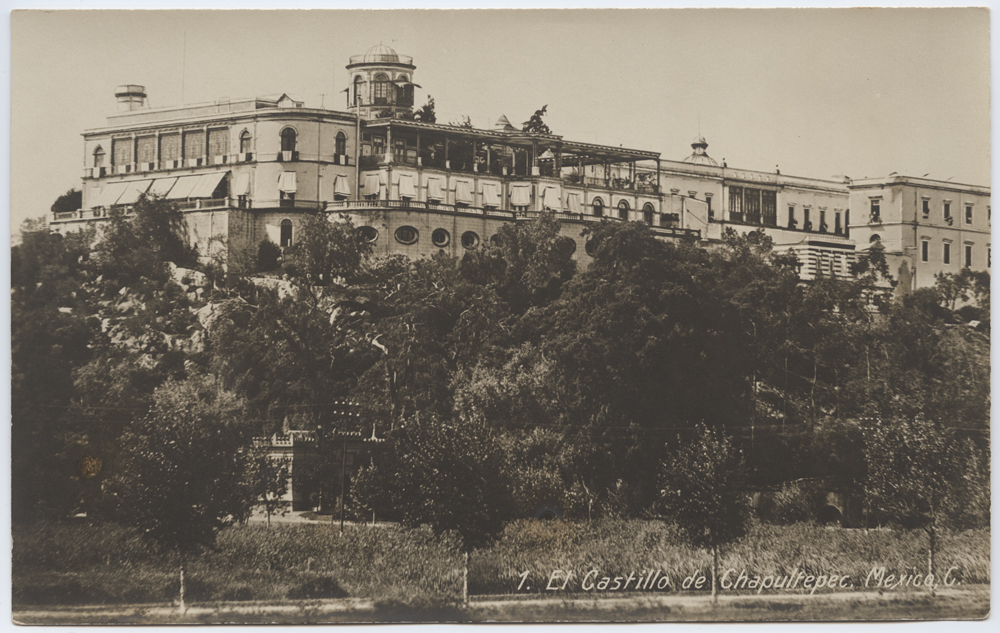
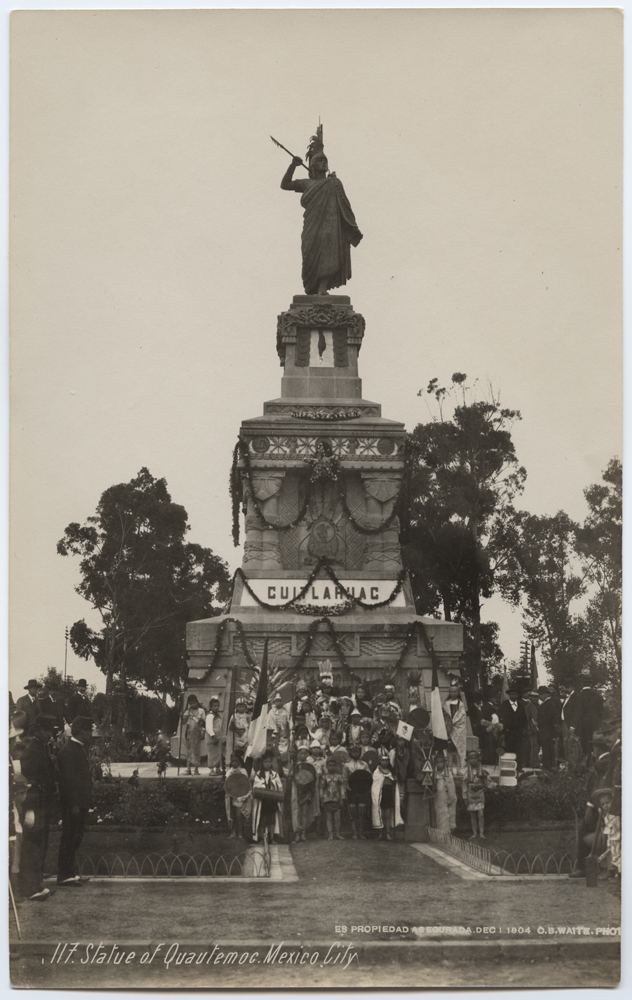
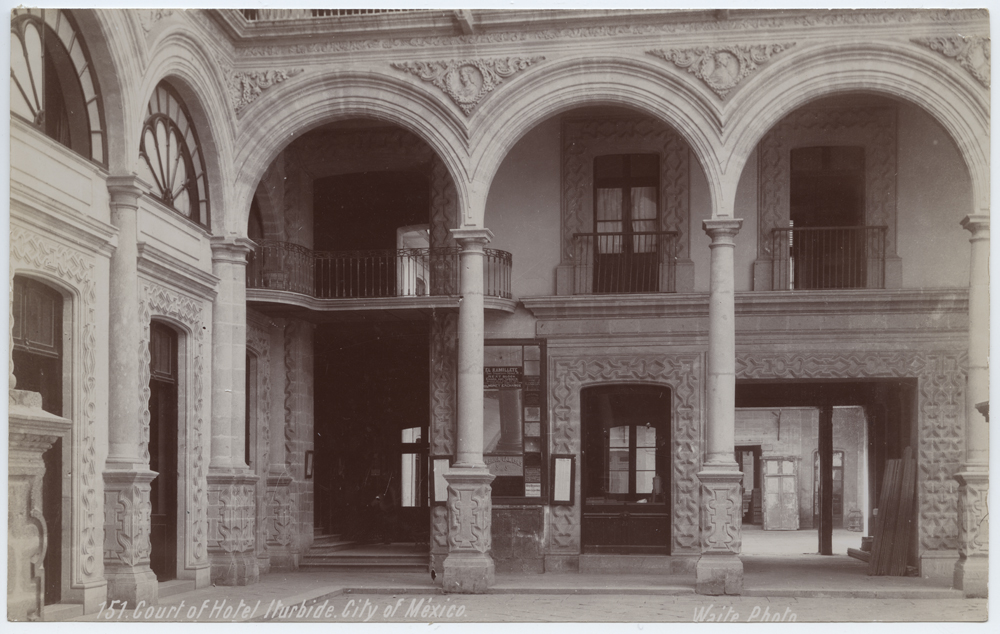
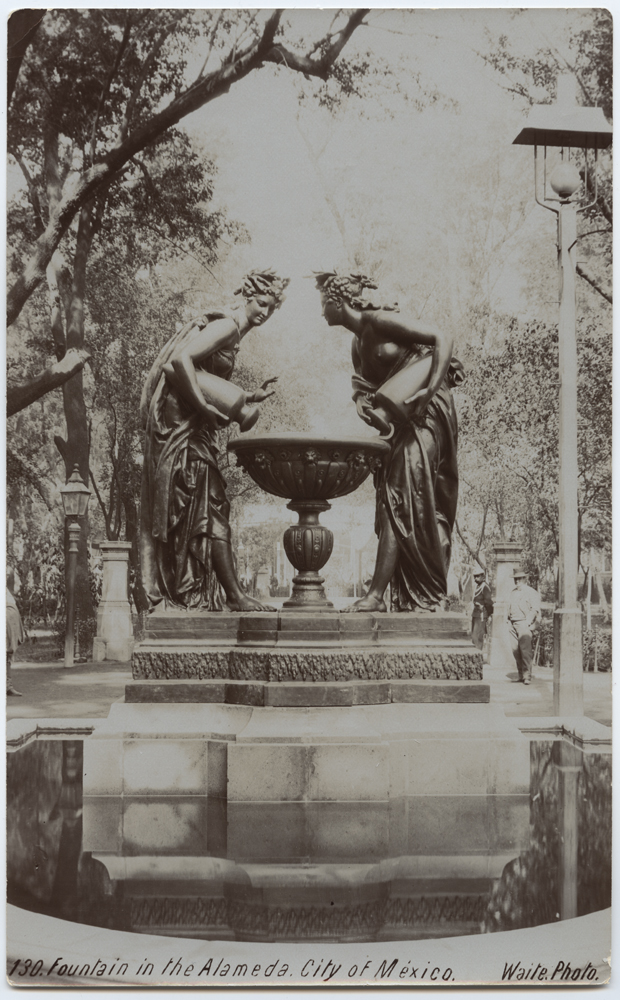
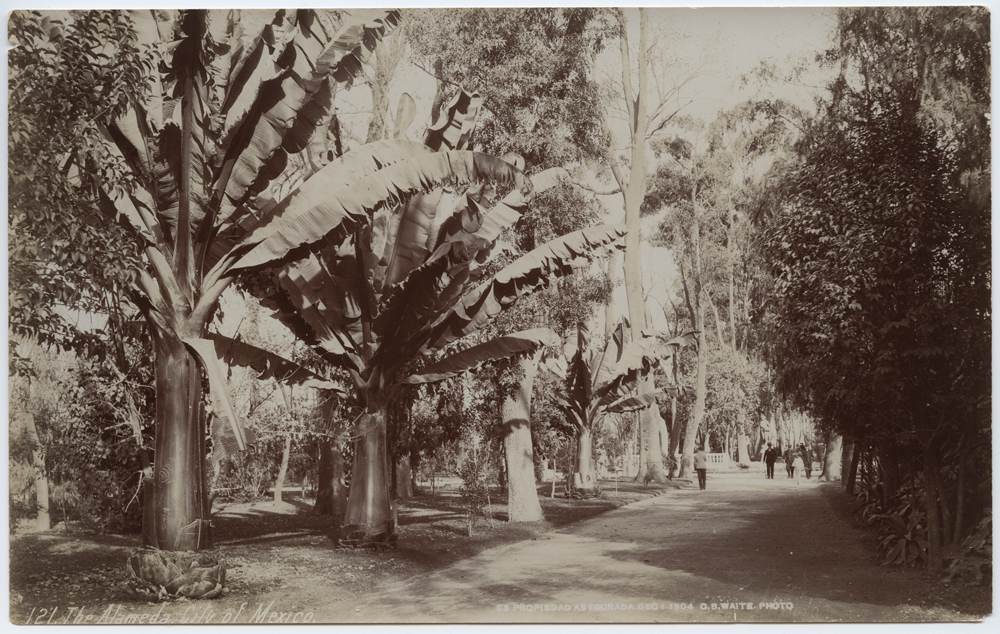
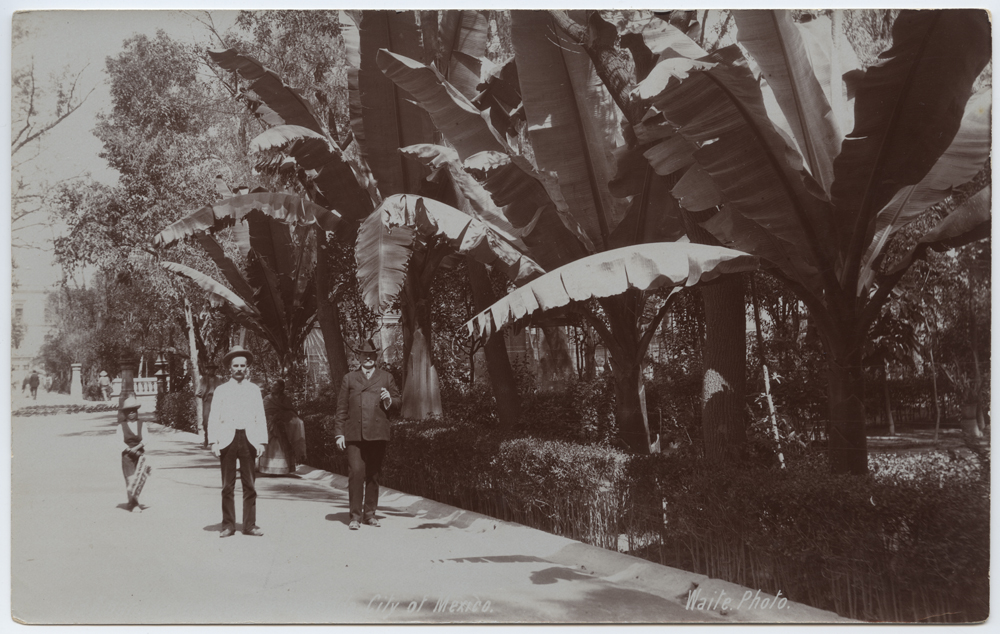
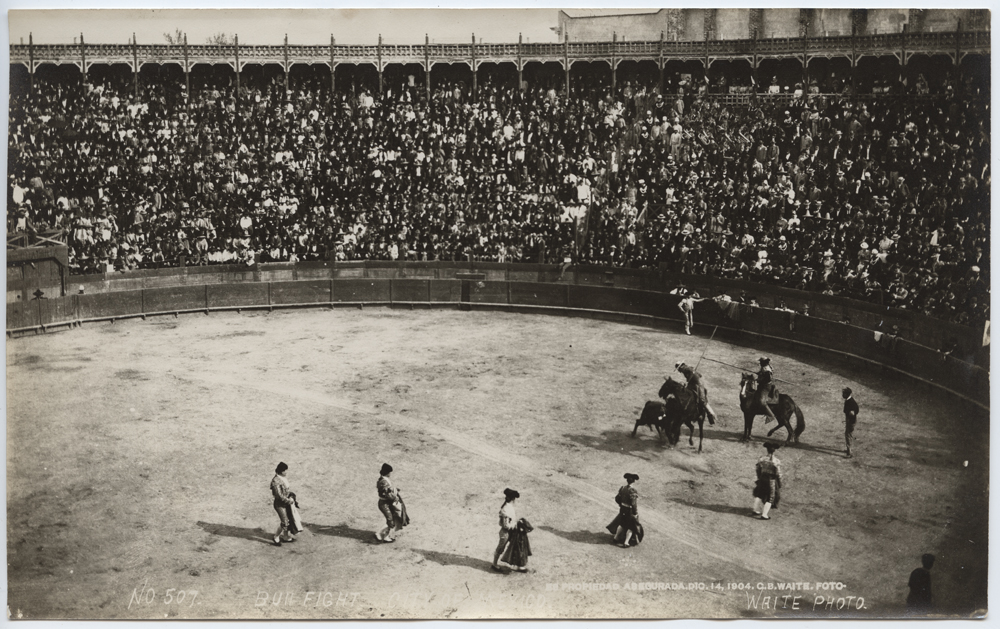
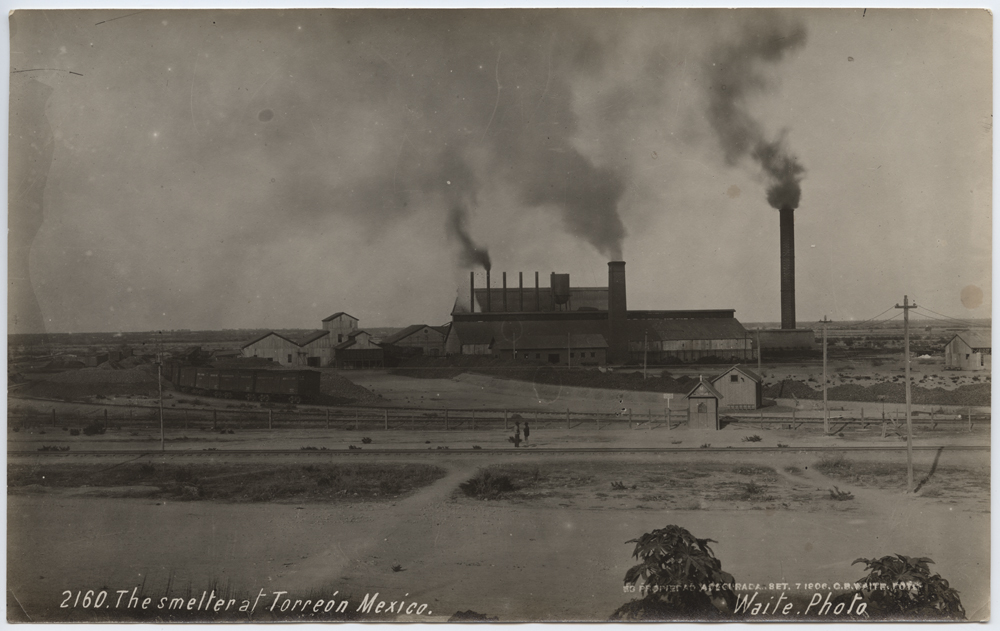
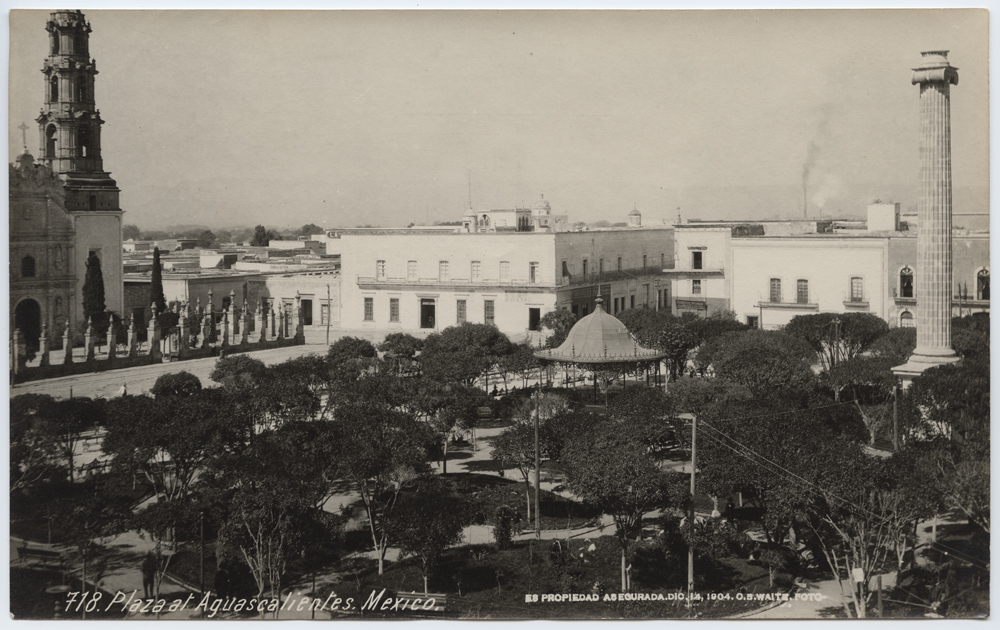
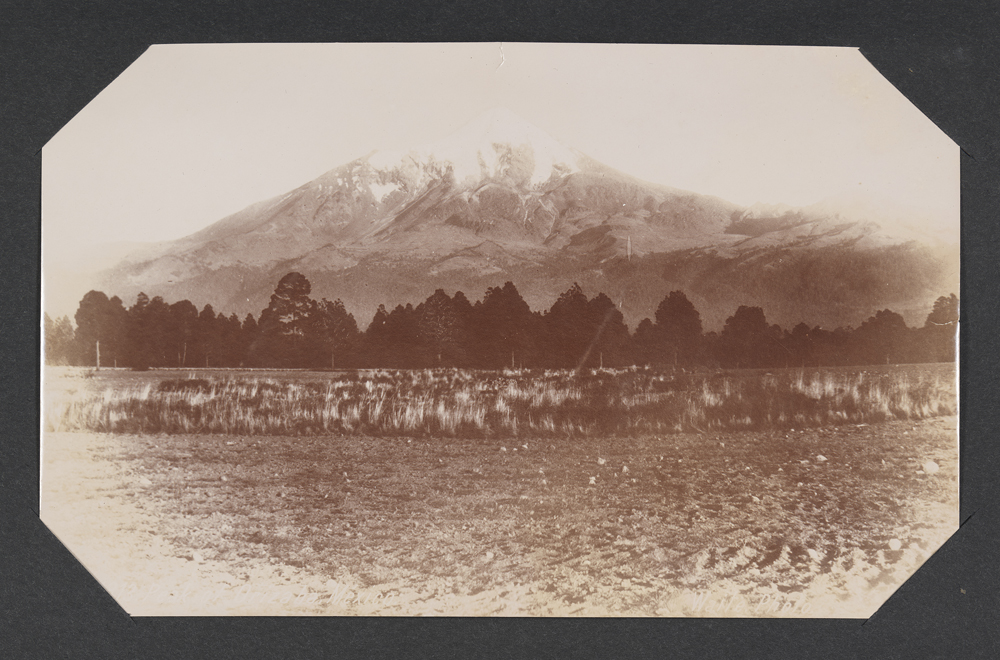
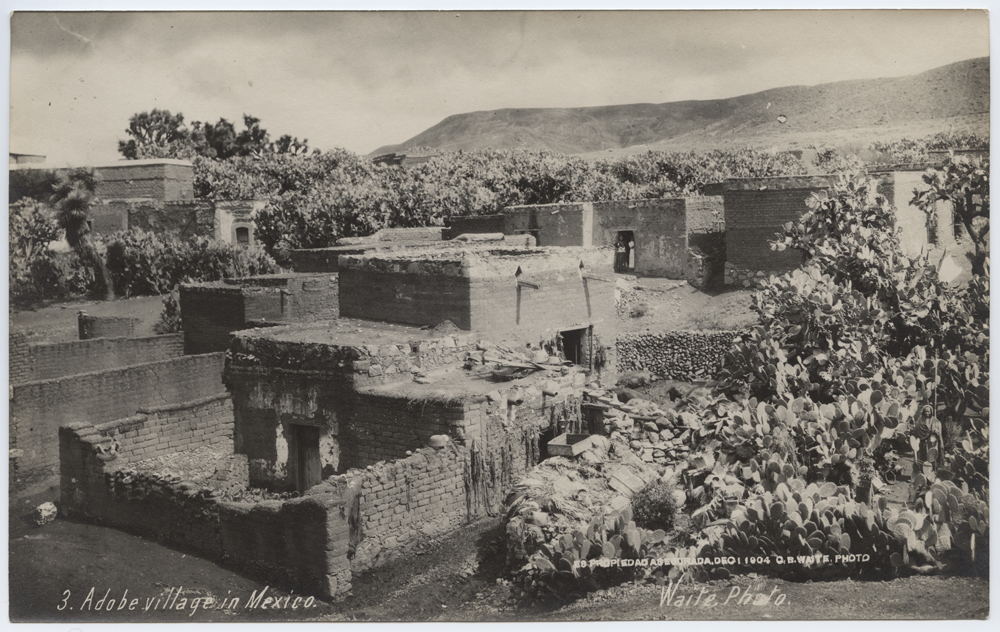
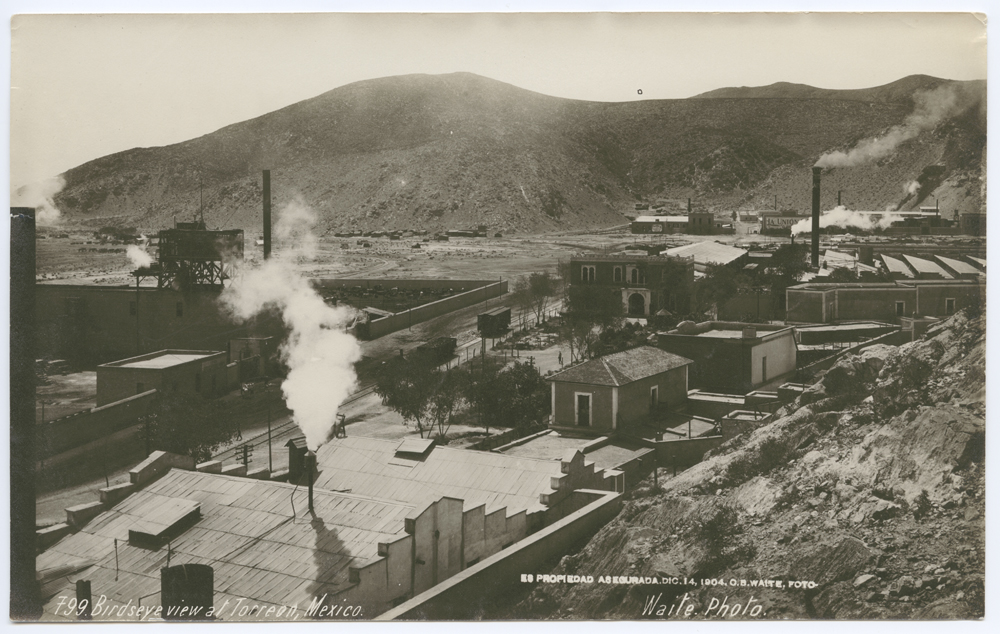
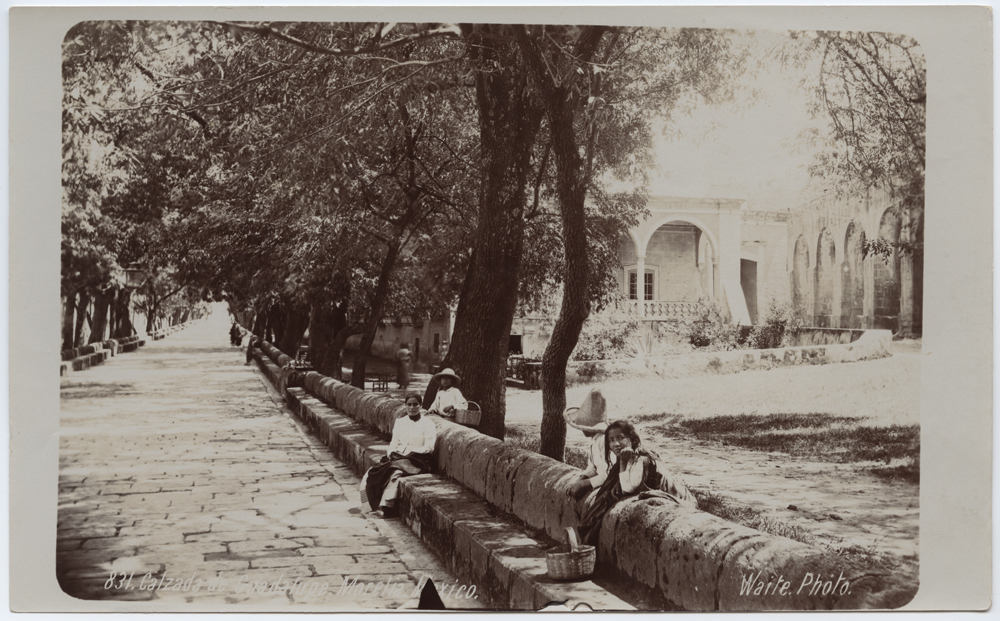
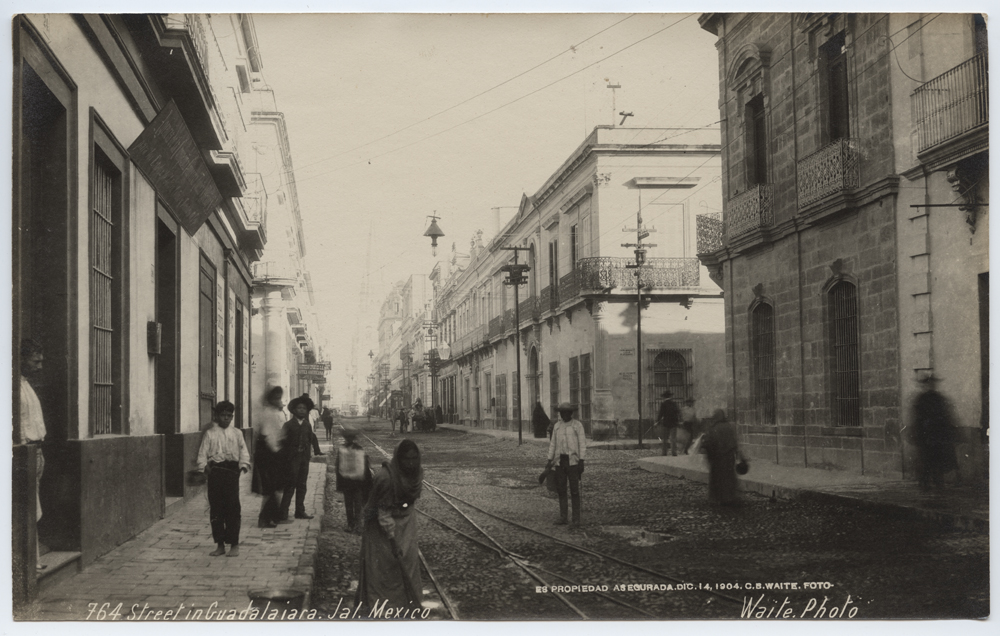
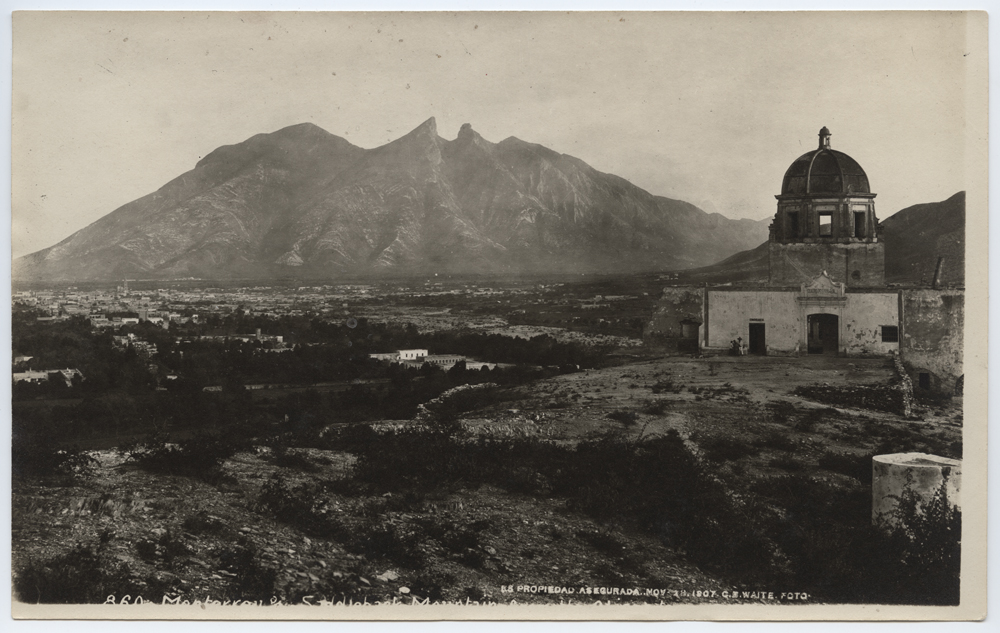
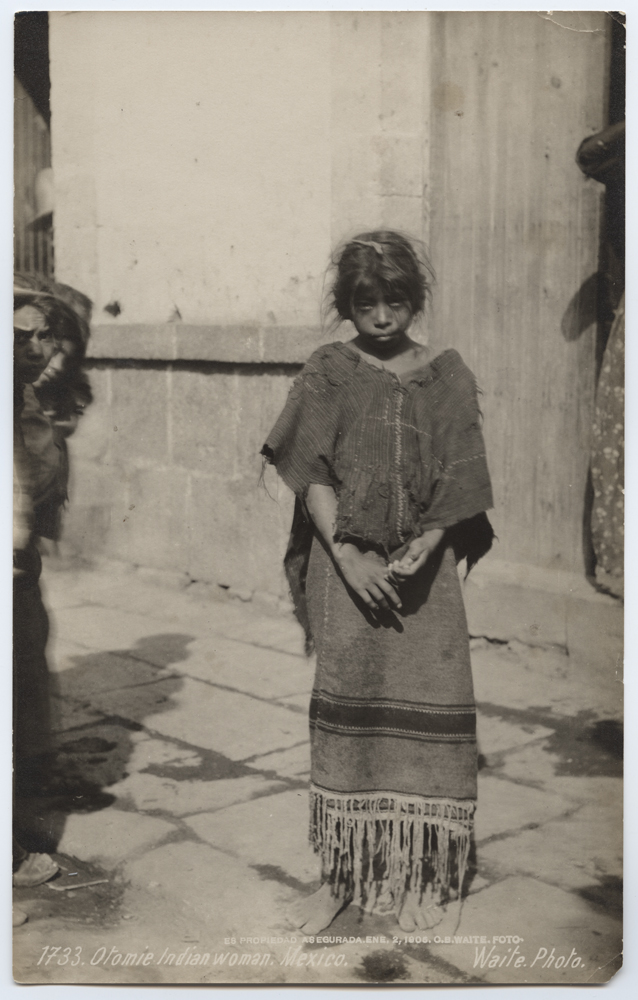

- Datos: Q33979531
- Multimedia: C. B. Waite / Q33979531